# 洛克伍德 (蒙大拿州)
洛克伍德（英語：Lockwood）是位於美國蒙大拿州黃石縣的普查規定居民點。

## 歷史
洛克伍德的郵局於1906年設立，其後於1910年停運。

## 人口
根據2020年美國人口普查的數據，洛克伍德的面積為34.556平方千米，當中陸地面積為33.294平方千米，而水域面積為1.262平方千米。當地共有人口7195人，而人口密度為每平方千米208.21人。